# Herb Falklandów

Herb Falklandów

Herb Falklandów – błękitna tarcza, z owcą bagienną na zielonej tratwie, nad pięcioma falami, na przemian błękitnymi i srebrnymi, na których unosi się statek  Desire, którego kapitan John Davis odkrył archipelag w 1529 roku.
Dewiza na wstędze pod tarczą to gra słów nazwy okrętu i roszczeń Wielkiej Brytanii Desire the Right (pol. Pragnąć słusznego).

## Historia

W 1876 r. Wyspy otrzymały pieczęć składającą się z HMS Hebe (który przywiózł wielu wczesnych brytyjskich osadników na wyspy w latach 40. XIX wieku) w Cieśninie Falklandzkiej i cielca na pierwszym planie.[1]               1876–1925
Nowy herb dla wysp został wprowadzony 16 października 1925 r., Składający się ze Desire i lwa morskiego na tarczy, z mottem wysp na plecionym pasku. Używany obecnie przez Siły Obronne Wysp Falklandzkich jako oznaka.[2]  1925–1948